# Pingelly
Pingelly is een plaats in de regio Wheatbelt in West-Australië.

## Geschiedenis
Het gebied dat in de 21e eeuw Pingelly heet werd door de Aborigines 'Pingeculling' genoemd. Het was de naam voor een beek en bron en betekende "drinkwaterplaats". De eerste Europeanen vestigden zich er op het einde van de 19e eeuw. Ze leefden voornamelijk van de schapenteelt en de oogst van sandelhout. Op 14 februari 1889 werd de spoorweg tussen Beverley en Albany geopend en kwam er een nevenspoor aan de 'Pingelly Brook' waar sandelhout verzameld werd om naar Fremantle te worden vervoerd. Door de bereikbaarheid per spoor en de ontbossing door de sandelhouthakkers vestigden zich meer landbouwers en veetelers in het gebied en ontwikkelde er zich een dorpje aan het nevenspoor. In 1898 werd het plaatsje dan officieel erkend. Er was op dat moment een spoorwegstation, een post en telegraafkantoor, een 'agricultural hall', een school, een hotel, een anglicaanse kerk en enkele winkels. Het district Pingelly telde in 1898 een driehonderdvijftigtal inwoners.
Van 1900 tot 1920 groeide de graanproductie door de mechanisering van het productieproces en de introductie van een roest-resistente graanvariëteit, de 'Federation Wheat'. Het gebruik van meststoffen en sporenelementen zorgden er ook voor dat er meer grond geschikt werd voor de landbouw. Tegen 1920 had de graanteelt de schapenteelt rond Pingelly verdrongen als belangrijkste industrie. In het graanseizoen 1936/37 kreeg het nevenspoor van Pingelly silo's voor het bulkvervoer van graan en is sindsdien een verzamelpunt voor de Co-operative Bulk Handling Group. In 1956 werd het gebied voor irrigatie aangesloten op de Wellington-dam die in de rivier Collie staat. In 1961 werd de Pingelly Road Board vervangen door de Shire of Pingelly.

## Beschrijving
Pingelly is het administratieve en dienstencentrum van het lokale bestuursgebied (LGA) Shire of Pingelly, een landbouwdistrict. Het heeft een 'Community Resource Centre' (CRC) met bibliotheek, een zwembad, basisschool, recreatie- en cultuurcentrum, hotel, caravanpark, postkantoor, supermarkt en enkele sportfaciliteiten.
In 2021 telde Pingelly 722 inwoners, tegenover 992 in 2006.

## Toerisme
- De Hotham Way Drive Trail is een toeristische autoroute tussen Pingelly en Pinjarra via Dwellingup, Boddington en Wandering.
- Het Memorial Park/Courthouse Museum is een streekmuseum.
- Dryandra Woodland is een natuurgebied en de thuis van honderd vogelsoorten en vierentwintig zoogdieren. In de Barna Mia Animal Sanctuary kan men bedreigde buideldieren in hun natuurlijke omgeving bekijken.
- De Moorumbine Heritage Trail is een wandeling door een oudere nederzetting 8 kilometer ten oosten van Pingelly.
- In de Boyagin Rock Nature Reserve steekt de Boyagin Rock vijftig meter boven de grond uit en biedt een panorama over de streek.
- In de Tutanning Flora & Fauna Reserve verzamelde Guy Shorteridge tussen 1903 en 1906 vierhonderd plantensoorten voor het British Museum.

## Transport
Pingelly ligt langs de Great Southern Highway, 158 kilometer ten zuidoosten van de West-Australische hoofdstad Perth. De GS2-busdienst van Transwa tussen Perth en Albany stopt enkele keren per week in Pingelly.
De Great Southern Railway loopt door Pingelly. De spoorweg maakt deel uit van het goederenspoorwegnetwerk van Arc Infrastructure. Er rijden geen reizigerstreinen.

## Klimaat
Pingelly kent een mediterraan klimaat.
| Maand                                  | jan  | feb  | mrt  | apr  | mei  | jun  | jul  | aug  | sep  | okt  | nov  | dec  | Jaar  |
| -------------------------------------- | ---- | ---- | ---- | ---- | ---- | ---- | ---- | ---- | ---- | ---- | ---- | ---- | ----- |
| Gemiddeld maximum (°C)                 | 31,9 | 31,3 | 28,4 | 24,1 | 19,7 | 16,5 | 15,4 | 16,1 | 18,4 | 22,5 | 26,5 | 30,1 | 23,4  |
| Gemiddeld minimum (°C)                 | 15,5 | 16,0 | 14,7 | 11,8 | 8,7  | 6,5  | 5,5  | 5,7  | 6,5  | 8,5  | 11,4 | 13,9 | 10,4  |
|                                        |      |      |      |      |      |      |      |      |      |      |      |      |       |
| Neerslag (mm)                          | 11,4 | 14,3 | 17,5 | 26,9 | 57,4 | 81,1 | 81,3 | 62,1 | 40,8 | 24,9 | 15,3 | 12,7 | 445,7 |
| Regendagen (dag)                       | 1,4  | 1,5  | 2,0  | 3,5  | 6,7  | 9,2  | 10,0 | 8,7  | 6,7  | 4,3  | 2,7  | 1,5  | 58,2  |
| Relatieve luchtvochtigheid (%)         | 27   | 29   | 34   | 43   | 53   | 61   | 63   | 59   | 54   | 42   | 33   | 27   | 43,8  |
| Bron: Australian Bureau of Meteorology |      |      |      |      |      |      |      |      |      |      |      |      |       |